# Genotipo

Una molécula de ADN: las dos cadenas se componen de nucleótidos, cuya secuencia es la información genética.

El genotipo se refiere a la información genética que posee un organismo en particular, en forma de ADN. Normalmente el genoma de una especie incluye numerosas variaciones o polimorfismos en muchos de sus genes. El genotipado se usa para determinar qué variaciones específicas existen en el individuo. El genotipo, junto con factores ambientales que actúan sobre el ADN (adaptación genética al entorno), determina las características del organismo, es decir, su fenotipo. De otro modo, el genotipo puede definirse como el conjunto de alelos/genes de un organismo y el fenotipo como el conjunto de rasgos de un organismo. Por tanto, los científicos y los médicos hablan a veces por ejemplo del genotipo de un cáncer particular, separando así la enfermedad del enfermo. Aunque pueden cambiar los codones para distintos aminoácidos por una mutación aleatoria (combinando la secuencia que codifica un gen, eso no altera necesariamente el fenotipo).
Es importante tener en cuenta que el genoma hace referencia a los genes de los que dispone una especie, sin tener en cuenta qué información genética viene codificada por dichos genes. Así, los humanos y los cerdos compartimos el gen que codifica para la insulina, aunque la secuencia de nucleótidos en el ADN (residuos de aminoácidos en la proteína) sea distinta. El genotipo, por tanto, hace referencia a qué viene escrito en el conjunto de genes que posee un individuo. Así, la hemoglobinopatía S, anemia drepanocítica o falciforme se produce como consecuencia de una alteración genética. El gen que está mutado es el mismo en un individuo sano y en un individuo enfermo si hablamos en el contexto o dimensión de "genoma"; la variación ocurre en el contexto de "genotipo", ya que, aun siendo los mismos genes, estos pueden contener información distinta (distintos alelos). La interacción de estos alelos y el ambiente hará que se exprese un fenotipo u otro (personas heterocigóticas no  suelen expresar la enfermedad a no ser que haya factores precipitantes: interacción alelo-ambiente).

## Genotipo y fenotipo

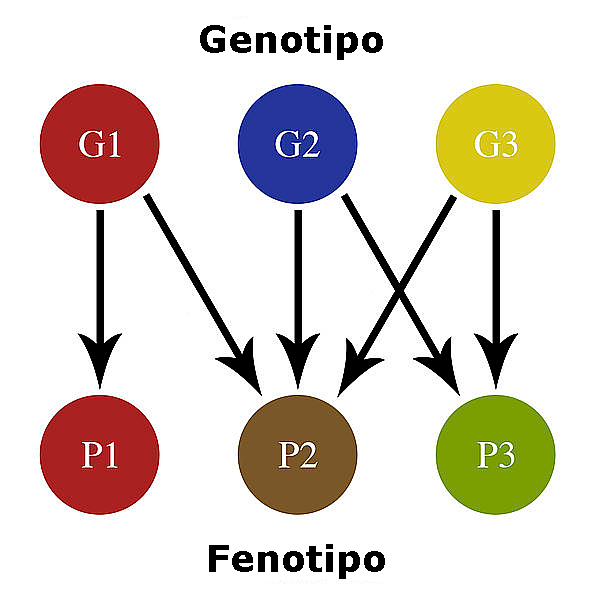
Diagrama simplificado de las relaciones entre genotipo y fenotipo.

Toda la información contenida en los cromosomas se conoce como genotipo, sin embargo dicha información puede o no manifestarse en el individuo. El fenotipo es el resultado de la expresión del genotipo conjuntamente con la influencia del medio ambiente y factores epigenéticos.
El botánico neerlandés Wilhelm Johannsen acuñó tanto el término gen como la distinción entre genotipo y fenotipo. Normalmente se refiere al genotipo de un individuo con respecto a un gen de interés particular y, en individuos  poliploides, se refiere a la combinación de los alelos que porta el individuo homocigoto y heterocigoto. Un cambio en un cierto gen provocará normalmente un cambio observable en un organismo, conocido como el fenotipo. Los términos genotipo y fenotipo son distintos por al menos dos razones:
para distinguir la fuente del conocimiento de un observador puede conocerse el genotipo observando el ADN; y puede conocerse el fenotipo observando la apariencia externa de un organismo.
El genotipo y el fenotipo no están siempre correlacionados directamente. Algunos genes solo expresan un fenotipo dado bajo ciertas condiciones ambientales. Inversamente, algunos fenotipos pueden ser el resultado de varios genotipos, lo que se conoce como pleiotropismo. La distinción entre genotipo y fenotipo se constata a menudo al estudiar los patrones familiares para ciertas enfermedades o condiciones hereditarias, por ejemplo la hemofilia. Algunas personas que no tienen hemofilia pueden tener hijos con la enfermedad, porque ambos padres "portaban" los genes de la hemofilia en su cuerpo, aunque estos no tenían efecto en la salud de los padres. Los padres, en este caso, se llaman portadores. La gente sana que no es portadora y la gente sana que es portadora del gen de la hemofilia tienen la misma apariencia externa es decir, no tienen la enfermedad, y por tanto se dice que tienen el mismo fenotipo. Sin embargo, los portadores tienen el gen y el resto de la gente no, tienen distintos genotipos.

## Estudios de asociación
Con un diseño experimental adecuado, uno puede utilizar métodos estadísticos para correlacionar diferencias en los genotipos de las poblaciones con diferencias en sus fenotipos observados. Estos estudios de asociación se pueden utilizar para determinar los factores de riesgo asociados con una enfermedad. Pueden servir incluso para diferenciar entre poblaciones que pueden responder favorablemente o no a un tratamiento medicamentoso particular. Este enfoque se conoce como genómica personalizada.

## Informática
Inspirada por el concepto biológico y la utilidad de los genotipos, la informática emplea genotipos simulados en la programación genética y los algoritmos genéticos. Estas técnicas pueden ayudar a evolucionar soluciones matemáticas a ciertos tipos de problemas difíciles.